# Valtatie 21
La Valtatie 21 (in svedese Riksväg 21) è una strada statale finlandese. Ha inizio a Tornio e si dirige verso nord, costeggiando interamente il confine svedese, dove si conclude dopo 459 km nei pressi di Kilpisjärvi.

## Percorso
La Valtatie 21 tocca i comuni di Ylitornio, Pello, Kolari, Muonio e Enontekiö.

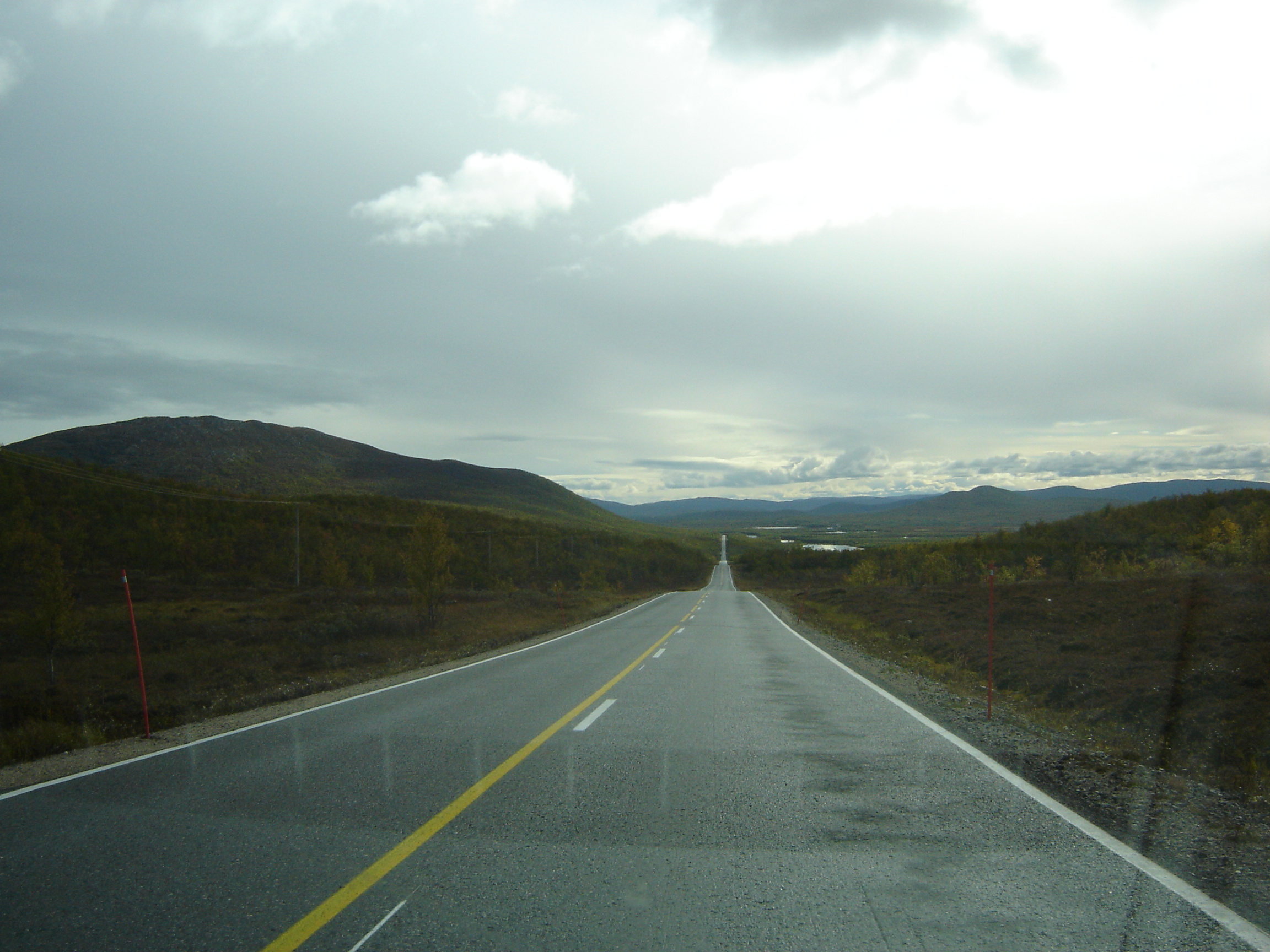
La Valtatie 21 nei pressi di Enontekiö